# Послідовність Прюфера
Послідовність Прюфера (або ж код Прюфера) у комбінаторній математиці є унікальною послідовністю, пов'язаною з деревом. Послідовність дерева з n вершин має довжину n - 2, і може бути сформована простим ітераційним алгоритмом. 
Послідовність Прюфера вперше використав  Хайнц Прюфе, щоб довести формулу Келі в 1918 році.

## Алгоритм перетворення дерева в послідовність Прюфера
Нехай T є дерево з вершинами, пронумеровані числами {1,2,...,n}. Побудова послідовності Прюфера для дерева T ведеться шляхом послідовного видалення вершин з дерева, поки не залишаться тільки дві вершини. При цьому кожен раз вибирається кінцева вершина з найменшим номером і в послідовність записується номер єдиної вершини, з якою вона з'єднана. В результаті отворюється послідовність (p1,...,pn-2), складену з чисел {1,2,..., n}, можливо з повтореннями.

### Приклад в графах
- Для дерева на діаграмі вершина 1 є кінцевою вершиною з найменшим номером, тому вона видаляється і 4 ставиться в послідовність Прюфера.
- Вершини 2 і 3 видаляються в наступному, так що 4 додається двічі.
- Вершина 4 Тепер стала кінцевою і має найменший номер, тому вона видаляється і додається 5 до послідовності.
- Залишається лише з двома вершинами, тому завершуються подальші перетворення.
- В результаті послідовність Прюфера (4,4,4,5).

## Алгоритм перетворення послідовності Прюфера в дерево
Для відновлення дерева за послідовністю p=(p1,...,pn-2), створений список номерів вершин s=(1,...,n). Вибрано перший номер i1, який не зустрічається в послідовності. Додано ребро (i1,p1), після цього видалено i1 з s і p1 з p.
Процес повторюється до моменту, коли послідовність p стає порожнім. У цей момент список s містить рівно два числа іn-1 і n. Залишається додати ребро (in-1,n), і дерево побудовано.

### Приклад у вигляді псевдокоду
Нехай {a [1], a [2], ..., a [n]} буде послідовністю Прюфера:
Дерево буде мати вузли n + 2, пронумеровані з 1 до n + 2.
Для кожного вузла встановлюється його ступінь на кількість разів, що з'являються в послідовності плюс 1.
Наприклад, в псевдокоді:
```
 0 
Convert-Prüfer-to-Tree
(
a
)
 1 
n
 ← 
length
[
a
]
 2 
T
 ← a graph with 
n
 + 2 isolated nodes, numbered 1 
to
 
n
 + 2
 3 
degree
 ← an array of integers
 4 
for
 each node 
i
 in 
T

 5     
do
 
degree
[
i
] ← 1
 6 
for
 each value 
i
 in 
a

 7     
do
 
degree
[
i
] ← 
degree
[
i
] + 1
```

Далі для кожного числа в послідовності a[i] знайдіть перший (найменш нумерований) вузол, j, ступінь якої дорівнює 1, додати край (j,a[i]) до дерева та зменшити ступені j і a[i]. У псевдокоді:
```
 8 
for
 each value 
i
 in 
a

 9     
for
 each node 
j
 in 
T

10          
if
 
degree
[
j
] = 1
11             
then
 Insert 
edge
[
i
, 
j
] into 
T

12                  
degree
[
i
] ← 
degree
[
i
] - 1
13                  
degree
[
j
] ← 
degree
[
j
] - 1
14                  
break
```

Наприкінці цього циклу залишиться два вузли з ступенем 1 (називайте їх u, v). Нарешті, додати до дерева край (u,v)
```
15 
u
 ← 
v
 ← 0
16 
for
 each node 
i
 in 
T

17     
if
 
degree
[
i
] = 1
18         
then
 
if
 
u
 = 0
19             
then
 
u
 ← 
i

20             
else
 
v
 ← 
i

21                  
break

22 Insert 
edge
[
u
, 
v
] into 
T

23 
degree
[
u
] ← 
degree
[
u
] - 1
24 
degree
[
v
] ← 
degree
[
v
] - 1
25 
return
 
T
```

### C++ реалізація

#### Код функції
```
0 #include<bits/stdc++.h> 
1 using namespace std;
2 void printTreeEdges(int prufer[], int m) 
3 { 
4    int vertices = m + 2; 
5    int vertex_set[vertices];
6    for (int i=0; i<vertices-2; i++) 
7       vertex_set[prufer[i]-1] += 1;   
8    cout<<"\nThe edge set E(G) is :\n"; 
9    int j = 0; 
10   for (int i=0; i<vertices-2; i++) 
11   { 
12       for (j=0; j<vertices; j++) 
13       {  
14           if (vertex_set[j] == 0) 
15           {  
16               vertex_set[j] = -1; 
17               cout << "(" << (j+1) << ","
18                    << prufer[i] << ")  "; 
19               vertex_set[prufer[i]-1]--; 
20               break; 
21           } 
22       } 
23   } 
24   for (int i=0; i<vertices; i++ ) 
25   { 
26       if (vertex_set[i] == 0 && j == 0 ) 
27       { 
28           cout << "(" << (i+1) << ","; 
29           j++; 
30       } 
31       else if (vertex_set[i] == 0 && j == 1 ) 
32           cout << (i+1) << ")\n"; 
33   } 
34 }
```

#### Код реалізації функції
```
0 int main() 
1 { 
2   int prufer[] = {4, 1, 3, 4}; 
3   int n = sizeof(prufer)/sizeof(prufer[0]); 
4   printTreeEdges(prufer, n); 
5   return 0; 
6 }
```

## Інші приклади
- З послідовності Прюфера випливає Формула Келі, тобто число кістякових дерев повного графу {\displaystyle \pi }n з n вершинами рівне nn-2. Доказ випливає з того, що код Прюфера дає бієкцію б між кістяковими деревами та послідовністю довжин n-2 з числа n чисел.
- Послідовність Прюфера також дозволяє узагальнити формулу Келі в разі, якщо дана ступінь вершин, якщо (d1,...,dn) це послідовність ступеня дерева, то число дерев з такими ступенями рівне мультиномінальному коефіцієнту:

{\displaystyle {\binom {n-2}{d_{1}-1,\,d_{2}-1,\,\dots ,\,d_{n}-1}}={\frac {(n-2)!}{(d_{1}-1)!(d_{2}-1)!\cdots (d_{n}-1)!}}.}
- Код Прюфера використовується для побудови випадкових дерев.